# Rossella Panarese
Rossella Panarese (Roma, 23 ottobre 1960 – Roma, 1º marzo 2021) è stata una giornalista italiana, ideatrice e curatrice di Radio3 scienza.

## Biografia
Dal 1974 al 1979 frequenta ad Anzio (RM) il Liceo scientifico “Innocenzo XII” e poi studia Filosofia alla Sapienza Università di Roma.

### I primi anni alla Rai
Nell’estate del 1985 inizia a lavorare per Radio Rai, entrando nella redazione di Spazio Tre, storico contenitore di musica e attualità culturale di Radio3. Il programma annovera tra le curatrici Daniela Recine, che presto coglie le grandi capacità di Rossella e negli anni successivi ne saprà valorizzare il lavoro. Nel 1988 lavora nella redazione di Senzavideo. Quotidiano radiofonico di pensieri, parole e musica, un programma di Radio3 a firma di Sergio Patucchi. Insieme a Paolo Morawski ne conduce l’edizione estiva - intitolata Senzavideo estate - che si avvale anche delle conduzioni e della consulenza, per la parte musicale, di Paolo Prato e di Arturo Stalteri.
Dall’aprile 1989 fino a marzo 1991 lavora nel team di redattori e conduttori di Orione. Osservatorio quotidiano di informazioni, cultura e musica, rotocalco di Radio3. È nel corso dell’ultima stagione del programma (1990-91) che Rossella diventa per la prima volta autrice di una trasmissione radiofonica. Ed è proprio a Orione che comincia a maturare i suoi primi interessi verso il mondo della scienza, uno dei tanti filoni tematici di cui si occupa il programma.

### Palomar e la scienza alla radio
Dal 1991 al 1994 è autrice e principale conduttrice di Palomar. Viaggio quotidiano attraverso le scienze. Curato da Daniela Recine, è il primo programma di Radio3 interamente dedicato alla scienza. A marzo del 1994 il programma assume il nome di Futura. Scienza e tecnologie, diventando uno spazio del contenitore pomeridiano intitolato On the road. Avventure e soste nello spazio e nel tempo.
Nell’estate 1994 si reca a Lione per una breve collaborazione estiva con la rete televisiva paneuropea di informazione multilingue Euronews.
Dall’ottobre 1994 all’aprile del 1995 conduce il nuovo programma scientifico di Radio3 intitolato Duemila. Tecniche e strategie per il futuro. Duemila prosegue nel solco di Palomar e di Futura, ma con una sempre maggiore attenzione alle notizie di più stretta attualità e, soprattutto, alla crescita di Internet e all’impiego delle nuove tecnologie digitali.

### Gli anni al Comune di Roma
Dall’autunno del 1995 agli inizi del 2001 matura altre esperienze nel campo della comunicazione lavorando nell’Ufficio stampa del vicesindaco e assessore alla mobilità Walter Tocci, durante le giunte di Francesco Rutelli al Comune di Roma. Sono anni di intenso lavoro, perché la Capitale si sta preparando ad accogliere milioni di pellegrini e di turisti per il Giubileo dell’anno 2000. Nel corso del 2001 passa all’Ufficio stampa di Trambus, società del gruppo ATAC incaricata della gestione di gran parte della rete di trasporto pubblico del Comune di Roma.

### Il ritorno in Rai e la nascita di Radio3 Scienza
A febbraio del 2002 rientra in Rai. Dapprima lavora a Radio2, ma nell’estate dello stesso anno torna nuovamente a Radio3, sotto la direzione di Sergio Valzania. Qui comincia a progettare la trasmissione che ha poi curato per 18 anni, Radio3 Scienza. “Avevamo in testa l’idea di un programma che raccontasse il mondo in cui viviamo”, scriverà 10 anni dopo. “Non volevamo spiegare cos’è un bosone o una cellula staminale, o almeno non solo. Volevamo parlare di politica, di etica, di salute, di tecnologia, di scuola, di ricerca e di ambiente partendo dai temi dell’impresa scientifica. Convinti, e lo siamo ancora di più oggi, che questi temi siano decisivi per affrontare consapevolmente alcune delle scelte più importanti per il nostro futuro.” Radio3 Scienza debutta il 6 gennaio del 2003. Rossella conduce le puntate speciali in onda dal Festival della Scienza di Genova, dal Teatro Palladium di Roma, e dal Salone del Libro di Torino. Negli anni della direzione Valzania, Rossella coordina anche tutti i programmi che fanno parte del contenitore Il terzo anello.
A partire dal 2009, con la direzione di Marino Sinibaldi, oltre ad essere curatrice di Radio3 Scienza, Rossella torna anche alla conduzione quotidiana del programma. “Quando vado in onda devo essere consapevole del fatto che in quello studio radiofonico si forma una relazione triangolare: il conduttore, l'ospite, l'ascoltatore”, racconterà. “Ma il rapporto privilegiato per me che sono al microfono deve essere quello che si instaura con l'ascoltatore. L'ospite è per l'appunto la fonte di una competenza. L'ascoltatore e io, conduttrice, dobbiamo essere alleati nel domandare, ragionare, obiettare anche con una sciocchezza su quello che l'ospite dice. Ma l’ospite deve avere la possibilità di rispondere e persino di complicare la domanda che gli hai rivolto. Questo è il gioco della radio che forse può dare un contributo per rappresentare gli equilibri che dovrebbero essere rispettati nel dibattito pubblico sulla scienza (e non solo)”.
Prosegue inoltre il suo lavoro di coordinamento di diversi programmi del palinsesto della rete come capo-area Approfondimenti ed eventi speciali.
Nel 2019 è l’ideatrice di Labanof. Corpi senza nome Archiviato il 25 maggio 2021 in Internet Archive., il primo podcast originale di Radio3, vincitore del Prix Italia 2020, che racconta il lavoro del Laboratorio di antropologia e odontologia forense dell'Università Statale di Milano diretto da Cristina Cattaneo. Labanof. Corpi senza nome è realizzato da Fabiana Carobolante, Daria Corrias, Giulia Nucci, Raffaele Passerini, con la musica e il suono curati da Riccardo Amorese.
In questi anni ha fatto parte più volte della giuria del Premio letterario Galileo per la divulgazione scientifica organizzato dal Comune di Padova e della giuria del Premio Asimov, promosso e organizzato dal Gran Sasso Science Institute dell'Aquila.
Muore nella notte tra il 28 febbraio e il 1º marzo 2021 per un tumore.

## L'impegno nella didattica
Nel corso degli anni Rossella Panarese ha tenuto molte lezioni in master, seminari, incontri di formazione, sul linguaggio radiofonico e su come raccontare la scienza alla radio.
Dal 1993 al 2021 ha fatto parte del corpo docente del Master in comunicazione della scienza della Scuola Internazionale Superiore di Studi Avanzati (Sissa) di Trieste dove ha curato, sin dalla nascita del master, il corso Linguaggi della radio. Dal 2010 al 2021, per il Master SGP La scienza nella pratica giornalistica della Sapienza Università di Roma ha tenuto il corso dedicato al linguaggio radiofonico. Ha insegnato anche al Master di primo livello in Linguaggi, produzioni e marketing della radio organizzato da Rai e dalla Facoltà di scienze della comunicazione della Sapienza Università di Roma.

## L'albero di Rossella
Il 16 aprile 2021 una quercia rossa al centro di piazza Bainsizza, nelle vicinanze della sede di Radio3 a Roma, è stata dedicata alla memoria di Rossella. La targa riporta queste sue parole: “Saper raccontare vuol dire avere a cuore l'ascoltatore, farsi carico dell'attenzione dell'altro, creare un filo comune tra chi parla e chi ascolta. Insomma, costruire una relazione. È quello che la radio può fare meglio di tutti. A me piace usare la metafora del ballo di coppia, che è tale se - e solo se - ognuno dei ballerini è concentrato sui suoi passi, ma in contatto con quelli dell'altro”.

## Premi e riconoscimenti
- 1993 - Oscar per la Radio Millecanali RAI a Palomar: Rossella Panarese ritira il premio dal Direttore della RAI Nadio Delai nel corso di una cerimonia tenutasi il 19-01-1994 al Teatro delle Vittorie in Roma e ripresa da Rai 1.
- 2004 - Premio URTI (International Radio and Television Union) “Genes Vieillir” a Radio3 Scienza
- 2004 - Premio per il contributo dato alla divulgazione scientifica nell'ambito del 1° Premio Internazionale “Pitagora” (Crotone, 15-16 ottobre) conferitole, su proposta del matematico Piergiorgio Odifreddi, dal sindaco Pasquale Senatore e dall’assessore ai Beni culturali Stelvio Marini (che poi diventerà il suo secondo marito).
- 2013 - Premio Galileo a Radio3Scienza per il contributo dato alla diffusione della cultura scientifica nei suoi 10 anni di attività (Padova)[7][8]
- 2021 - le è stato intitolato l'asteroide 112527 Panarese.[9]

## Pubblicazioni
- Comunicazione scientifica, con introduzione di Chiara Valerio, in “Enciclopedia Italiana”, X Appendice, Istituto della Enciclopedia Italiana Treccani, 2021.